# ソノヴァ
ソノヴァ（ドイツ語: Sonova Holding AG）は、フォナックやハンザトーンなどの補聴器ブランド、また人工内耳など聴覚関連機器の製造を行う多国籍企業。スイス・チューリッヒ州のシュテファ（Stäfa）に本社を置き、世界25カ国以上に現地法人を持つ。日本法人はソノヴァ・ジャパン株式会社。スイス証券取引所上場企業（SIX: SOON）。

## 沿革
ソノヴァのルーツは1947年に設立されたAG für Elektroakustikであり、同社は1977年にフォナック（Phonak AG）に改名、1985年に持株会社のPhonak Holding AGが設立され、同社が2007年8月にソノヴァ・ホールディングに社名を変更し現社名となった。
2009年、アメリカ合衆国の人工内耳メーカーのアドバンスト・バイオニクスを買収し傘下に加えた。2015年、ドイツの補聴器メーカーのハンザトーンを買収し傘下とした。
2021年、ドイツの音響機器メーカー・ゼンハイザーのコンシューマー事業を買収した。
売上別では補聴器を中心とする聴覚機器が約9割、人工内耳が約1割となっている。地域別では、ヨーロッパが約5割、アメリカ合衆国が約3割となっている。

## 日本におけるソノヴァ
日本では、日本法人「ソノヴァ・ジャパン株式会社」（Sonova Japan Co. Ltd.）が、東京（品川区）にオフィスを置き、ソノヴァ傘下の各ブランド製品の輸入販売を行っている。補聴器ではフォナック、ハンザトーンの各ブランドを、人工内耳はアドバンスト・バイオニクスを取り扱っている。ルーツは2003年設立のフォナック・ジャパン株式会社であり、2017年に現社名に改称した。